# Michael Fuchs (badminton)
Michael Fuchs (né le 22 avril 1982 à Wurtzbourg) est un joueur professionnel de badminton.

## Carrière
Michael Fuchs est champion d'Allemagne en 2006, 2007, 2008, 2009, 2010 et 2015 avec le 1. BC Bischmisheim avec qui il remporte aussi la Coupe d'Europe des clubs en 2010.

## Clubs
| Nom                   | Années    |
| --------------------- | --------- |
| TV Marktheidenfeld    | 1991–2000 |
| SV Fortuna Regensburg | 2000–2002 |
| VfB Friedrichshafen   | 2002–2003 |
| 1. BC Bischmisheim    | 2003–     |

## Partenaires
En compétition internationale

### Double mixte
| Nom               | Nationalité | Années    |
| ----------------- | ----------- | --------- |
| Annekatrin Lillie | Allemagne   | 2009–2010 |
| Birgit Michels    | Allemagne   | 2010 -    |

### Double masculin
| Nom                | Nationalité | Années    |
| ------------------ | ----------- | --------- |
| Roman Spitko       | Allemagne   | - 2008    |
| Ingo Kindervater   | Allemagne   | 2008–2011 |
| Peter Käsbauer     | Allemagne   | 2011      |
| Oliver Roth        | Allemagne   | 2011–2013 |
| Johannes Schöttler | Allemagne   | 2013 -    |

## Palmarès
| Saison      | Compétition                            | Discipline         | Place            | Noms |
| ----------- | -------------------------------------- | ------------------ | ---------------- | --- |
| 1997/1998   | Championnat individuel de Bavière U17  | Mixte              | 1                | Michael Fuchs / Kathrin Hoffmann (TV Marktheidenfeld / TSV Neuhausen-Nymphenburg) |
| 1998/1999   | Championnat individuel de Bavière U17  | Mixte              | 1                | Karoline Neumann / Michael Fuchs (TSV Neuhausen-Nymphenburg / TV Marktheidenfeld) |
| 1998/1999   | Championnat individuel de Bavière U17  | Individuel (homme) | 1                | Michael Fuchs (TV Marktheidenfeld) |
| 1998/1999   | Championnat individuel de Bavière U17  | Double masculin    | 1                | Michael Fuchs / Jan Spengler (TV Marktheidenfeld / BC Aschaffenburg) |
| 2000/2001   | Championnat individuel d'Allemagne U19 | Double masculin    | 3                | Michael Fuchs / Peter Weinert (Fortuna Regensburg / VfB Friedrichshafen) |
| 2000/2001   | Championnat d'Allemagne                | Équipe             | 2                | VfB Friedrichshafen (Niels Christian Kaldau, Xu Huaiwen, Lars Paaske, Nicol Pitro, Björn Siegemund, Claudia Vogelgsang, Ingo Kindervater, Bettina Mayer, Dennis Lens, Michael Fuchs, Peter Weinert, Falko Schmidt) |
| 2002/2003   | Championnat individuel d'Allemagne U22 | Double masculin    | 1                | Matthias Krawietz / Michael Fuchs (VfL Lüneburg / VfB Friedrichshafen) |
| 2002/2003   | Championnat individuel d'Allemagne U22 | Mixte              | 3                | Michael Fuchs / Monja Bölter (VfB Friedrichshafen / EBT Berlin) |
| 2002/2003   | Championnat d'Allemagne                | Équipe             | 3                | VfB Friedrichshafen (Niels Christian Kaldau, Lars Paaske, Björn Siegemund, Ingo Kindervater, Dennis Lens, Michael Fuchs, Peter Weinert, Falko Schmidt, Xu Huaiwen, Nicol Pitro, Claudia Vogelgsang, Bettina Mayer) |
| 2003/2004   | Championnat d'Allemagne                | Équipe             | 3                | 1. BC Bischmisheim (Janine Göbbel, Natascha Thome, Colin Haughton, Joachim Tesche, Michael Keck, Carola Bott, Carina Mette, Thomas Tesche, Kristof Hopp, Xu Huaiwen, Michael Fuchs, Nikhil Kanetkar)               |
| 2003/2004   | Championnat individuel d'Allemagne     | Double masculin    | 3                | Tim Dettmann / Michael Fuchs (EBT Berlin / 1. BC Bischmisheim) |
| 2003/2004   | Championnat individuel d'Allemagne     | Mixte              | 3                | Michael Fuchs / Monja Bölter (1. BC Bischmisheim / EBT Berlin) |
| 2003/2004   | Championnat individuel d'Allemagne U22 | Individuel (homme) | 1                | Michael Fuchs (1. BC Bischmisheim) |
| 2003/2004   | Championnat individuel d'Allemagne U22 | Mixte              | 1                | Michael Fuchs / Monja Bölter (1. BC Bischmisheim / EBT Berlin) |
| 2003/2004   | Championnat universitaire d'Allemagne  | Double masculin    | 1                | Kristof Hopp / Michael Fuchs (Uni des Saarlandes) |
| 2003/2004   | Championnat individuel d'Allemagne U22 | Double masculin    | 1                | Michael Fuchs / Tim Dettmann (1. BC Bischmisheim / EBT Berlin) |
| 2004/2005   | Championnat individuel d'Allemagne     | Double masculin    | 2                | Michael Fuchs / Roman Spitko (1. BC Bischmisheim / TuS Wiebelskirchen) |
| 2004/2005   | Championnat d'Allemagne                | Équipe             | 3                | 1. BC Bischmisheim (Kristof Hopp, Michael Fuchs, Eric Pang, Michael Keck, Thomas Tesche, Joachim Tesche, Nikhil Kanetkar, Xu Huaiwen, Carina Mette)                                                                |
| 2004/2005   | Championnat individuel d'Allemagne     | Mixte              | 3                | Michael Fuchs / Caren Hückstädt (1. BC Bischmisheim / BW Wittorf) |
| 2005        | Dutch International                    | Double masculin    | 2                | Michael Fuchs / Roman Spitko |
| 2005/2006   | Championnat individuel d'Allemagne     | Double masculin    | 2                | Michael Fuchs / Roman Spitko (1. BC Bischmisheim / TuS Wiebelskirchen) |
| 2005/2006   | Championnat universitaire d'Allemagne  | Double masculin    | 1                | Roman Spitko / Michael Fuchs (Uni des Saarlandes) |
| 2005/2006   | Championnat d'Allemagne                | Équipe             | 1                | 1. BC Bischmisheim (Eric Pang, Leonard Holvy de Pauw, Kristof Hopp, Michael Fuchs, Ville Lång, Thomas Tesche, Joachim Tesche, Kathrin Piotrowski, Xu Huaiwen)                                                      |
| 2006        | Swedish International Stockholm        | Double masculin    | 1                | Michael Fuchs / Roman Spitko |
| 2006        | Dutch International                    | Double masculin    | 2                | Michael Fuchs / Roman Spitko |
| 2006/2007   | Championnat individuel d'Allemagne     | Double masculin    | 1                | Michael Fuchs (1. BC Bischmisheim) / Roman Spitko (TuS Wiebelskirchen) |
| 2006/2007   | Championnat d'Allemagne                | Équipe             | 1                | 1. BC Bischmisheim (Kristof Hopp, Michael Fuchs, Jochen Cassel, Thomas Tesche, Vladislav Druzchenko, Xu Huaiwen, Kathrin Piotrowski)                                                                               |
| 2007/2008   | Championnat individuel d'Allemagne     | Double masculin    | 1                | Michael Fuchs / Roman Spitko (TuS Wiebelskirchen) |
| 2007/2008   | Championnat d'Allemagne                | Équipe             | 1                | 1. BC Bischmisheim (Jochen Cassel, Vladislav Druzchenko, Michael Fuchs, Kristof Hopp, Kęstutis Navickas, Marcel Reuter, Roman Spitko, Thomas Tesche, Xu Huaiwen, Johanna Persson)                                  |
| 2008        | Norwegian International                | Mixte              | 1                | Michael Fuchs / Annekatrin Lillie |
| 2008        | Norwegian International                | Double masculin    | 1                | Michael Fuchs / Ingo Kindervater |
| 2008        | Open d'Écosse                          | Mixte              | 1                | Michael Fuchs / Annekatrin Lillie |
| 2008 / 2009 | Championnat individuel d'Allemagne     | Mixte              | 1                | Michael Fuchs (1. BC Bischmisheim) / Annekatrin Lillie (BW Wittorf) |
| 2008 / 2009 | Championnat individuel d'Allemagne     | Double masculin    | 2                | Michael Fuchs (1. BC Bischmisheim) / Ingo Kindervater (1. BC Beuel) |
| 2009 / 2010 | Championnat individuel d'Allemagne     | Mixte              | 3                | Michael Fuchs (1. BC Bischmisheim) / Nicol Bittner (PTSV Rosenheim) |
| 2009 / 2010 | Championnat individuel d'Allemagne     | Double masculin    | 2                | Michael Fuchs (1. BC Bischmisheim) / Ingo Kindervater (1. BC Beuel) |
| 2010        | Championnats d'Europe                  | Double masculin    | 3                | Michael Fuchs / Ingo Kindervater |
| 2011        | Kharkov International                  | Mixte              | 1                | Michael Fuchs / Birgit Michels |
| 2012        | Jeux olympiques d'été de 2012          | Mixte              | Quarts de finale | Michael Fuchs / Birgit Michels |
| 2012        | Bulgarian International                | Mixte              | 1                | Michael Fuchs / Birgit Michels |
| 2012        | Norwegian International                | Mixte              | 2                | Michael Fuchs / Birgit Michels |
| 2013        | Open de Sarrebrück                     | Mixte              | 1                | Michael Fuchs / Birgit Michels |
| 2013        | Dutch International                    | Mixte              | 1                | Michael Fuchs / Birgit Michels |
| 2014        | Open du Japon                          | Mixte              | 2                | Michael Fuchs / Birgit Michels |